# Dogonbadan
Dogonbadan o Dow Gonbadān (farsi دوگنبدان) è il capoluogo dello shahrestān di Gachsaran, circoscrizione Centrale, nella provincia di Kohgiluyeh e Buyer Ahmad. Aveva, nel 2006, una popolazione di 81.902 abitanti. La città ha visto il suo sviluppo per la presenza di un campo petrolifero e possiede una grande riserva di gas.